# Boult-aux-Bois
Boult-aux-Bois è un comune francese di 153 abitanti situato nel dipartimento delle Ardenne nella regione del Grand Est.

## Società

### Evoluzione demografica
Abitanti censiti